# Vela nos Jogos Pan-Americanos de 2015 - Snipe
A competição da classe snipe foi um dos eventos da vela nos Jogos Pan-Americanos de 2015, em Toronto. Foi disputada na Sugar Beach, entre os dias no dia 12 e 19 de julho. 

## Calendário
Horário local (UTC-4).
| Data        | Horário | Fase             |
| ----------- | ------- | ---------------- |
| 12 de julho | 11:35   | Regata 1         |
| 13 de julho | 11:35   | Regata 2, e 3    |
| 14 de julho | 11:35   | Regata 4 e 5     |
| 15 de julho | 11:35   | Regata 6 e 7     |
| 16 de julho | 11:35   | Regata 8, 9 e 10 |
| 17 de julho | 11:35   | Regata 11, e 12  |
| 18 de julho | 14:35   | Regata final     |

## Medalhistas
| Ouro   | PUR Raúl Ríos e Fernando Monllor |
| Prata  | ARG Luis Soubie e Diego Lipszyc  |
| Bronze | USA Augie Diaz e Kathleen Tocke  |

## Resultados
| Pos.              | Velejador                                | Nacionalidade      | Regata | Regata   | Regata | Regata | Regata | Regata | Regata | Regata | Regata   | Regata | Regata | Regata | Regata | Total Pontos | Pontuação final |
| Pos.              | Velejador                                | Nacionalidade      | 1      | 2        | 3      | 4      | 5      | 6      | 7      | 8      | 9        | 10     | 11     | 12     | F      | Total Pontos | Pontuação final |
| ----------------- | ---------------------------------------- | ------------------ | ------ | -------- | ------ | ------ | ------ | ------ | ------ | ------ | -------- | ------ | ------ | ------ | ------ | ------------ | --------------- |
| Medalha de ouro   | Raúl Ríos Fernando Monllor               | PUR Porto Rico     | 2      | 2        | 2      | (7)    | 1      | 1      | 1      | 1      | 1        | 4      | 1      | 2      | 2      | 27           | 20              |
| Medalha de prata  | Luis Soubie Diego Lipszyc                | ARG Argentina      | 1      | 1        | (9)    | 2      | 3      | 5      | 2      | 3      | 2        | 5      | 3      | 3      | 8      | 47           | 38              |
| Medalha de bronze | Augie Diaz Kathleen Tocke                | USA Estados Unidos | (7)    | 5        | 1      | 1      | 6      | 3      | 3      | 2      | 7        | 2      | 2      | 4      | 10     | 53           | 46              |
| 4                 | Esteban Echavarria Juan Restrepo         | COL Colômbia       | 5      | 6        | 3      | 8      | 2      | 8      | 6      | 4      | 3        | 1      | (10)   | 5      | 4      | 65           | 55              |
| 5                 | Evert McLaughlin Alexandra Damley-Strnad | CAN Canadá         | 3      | 3        | 6      | 5      | (9)    | 4      | 8      | 5      | 6        | 7      | 7      | 8      | 6      | 77           | 68              |
| 6                 | Alexandre Paradeda Georgia Rodrigues     | BRA Brasil         | 8      | (11) RET | 5      | 6      | 8      | 7      | 5      | 7      | 4        | 9      | 4      | 1      |        | 75           | 64              |
| 7                 | Raúl Díaz Rafael García                  | CUB Cuba           | 4      | 4        | 4      | 4      | 5      | 6      | 9      | 6      | (11) OSC | 10     | 9      | 9      |        | 81           | 70              |
| 8                 | Diego Figueroa Alonso Collantes          | PER Peru           | 9      | 8        | 8      | 3      | (10)   | 10     | 7      | 9      | 5        | 3      | 5      | 7      |        | 84           | 74              |
| 9                 | Antonio Poncell Pedro Vera               | CHI Chile          | (10)   | 7        | 7      | 10     | 4      | 2      | 10     | 8      | 9        | 6      | 8      | 10     |        | 91           | 81              |
| 10                | Edgar Diminich Iberth Constate           | ECU Equador        | 6      | 9        | (10)   | 9      | 7      | 9      | 4      | 10     | 8        | 8      | 6      | 6      |        | 92           | 82              |

Legenda
| Recorde mundial                  | Recorde mundial (World record)               |                       | Recorde africano                      | Recorde africano (African) |                                           | Q | Classificado por posição (Qualified) |
| Recorde dos Jogos Pan-Americanos | Recorde pan-americano (Pan-American record)  | Recorde da América    | Recorde da América (Americas)         | q                          | Classificado por melhor tempo (Qualified) |   |                                      |
| Melhor marca do ano              | Melhor marca do ano (World leading)          | Recorde asiático      | Recorde asiático (Asian)              | DNS                        | Não largou (Did not start)                |   |                                      |
| Recorde nacional                 | Recorde nacional (National record)           | Recorde europeu       | Recorde europeu (European)            | DNF                        | Não terminou (Did not finish)             |   |                                      |
| Recorde pessoal                  | Recorde pessoal do atleta (Personal best)    | Recorde da Oceania    | Recorde da Oceania (Oceania)          | DSQ / DQ                   | Desclassificado (Disqualified)            |   |                                      |
| Recorde da temporada             | Recorde da temporada do atleta (Season best) | Recorde sul-americano | Recorde sul-americano (South America) | NM                         | Sem marca (No mark)                       |   |                                      |

### Vela
| M   | Regata da Medalha da qual só participam os dez primeiros colocados das regatas anteriores  |  |  | CAN | Regata cancelada |
| BFD | Desclassificado por bandeira preta (Black Flag Disqualified)                               |  |  |     |                  |
| UFD | Desclassificado por bandeira "U" (U Flag Disqualified)                                     |  |  |     |                  |
| OCS | Largada queimada (On the Course Side of the starting line)                                 |  |  |     |                  |
| DNE | Desclassificação sem eliminação (infração a um item do regulamento da prova – Did Not End) |  |  |     |                  |